# Sant Francesc de Tarragona
Sant Francesc de Tarragona és una església barroca de Tarragona protegida com a Bé Cultural d'Interès Local.

## Descripció
Temple de planta rectangular. No té transsepte però sí capelles laterals. La façana és molt senzilla, amb una portalada de pedra i una escalinata, que donen accés en un vestíbul, d'on s'entra a l'església. La torre del campanar és de base quadrada.
Del convent, se'n conserva el cos inferior del claustre. La resta va ser enderrocat per construir-hi l'Institut, ara convertit en Arxiu Municipal. Les quatre ales del claustre són formadesper arcs de mig punt sobre pilars de base pròxima al quadrat (amb els angles treballats). Per la part del pati, tenen uns elements decoratius coronats amb boles.

## Història
El 1888 es va fer un projecte de reforma i millora de la porta principal.